# Lee Sang-ki
Lee Sang-ki (en coréen : 이상기, aussi romanisé en Lee Sang-gi), né le 5 juin 1966, est un escrimeur sud-coréen pratiquant l'épée. Il remporte la médaille de bronze en individuel aux Jeux olympiques d'été de 2000.

## Palmarès
- Jeux olympiques
  -  Médaille de bronze en individuel aux Jeux olympiques d'été de 2000 à Sydney

- Championnats du monde
  -  Médaille de bronze par équipes aux championnats du monde 1994 à Athènes